# Varumärkesrätt
Varumärkesrätt kallas den del av juridiken som behandlar rätten till varumärken och varukännetecken. Varumärkesrätten räknas som en del av immaterialrätten, och regleras i varumärkeslagen (2010:1877). Innehavaren av ett varumärke har ensamrätt att använda märket som symbol för varor eller tjänster enligt varumärkesrätten.
Ensamrätten till ett varumärke/varukännetecken innebär att ingen annan, i kommersiellt syfte får använda:
1. identiska märken för varor/tjänster av samma slag,
2. identiska eller liknande märken för varor av samma eller av liknande slag, om det föreligger en förväxlingsrisk mellan märkena,
3. identiska eller liknande märken för  några varor eller tjänster alls, om syftet med användandet är att dra otillbörlig fördel av ursprungsmärket eller skada dess anseende (denna punkt förutsätter att ursprungsmärket är känt inom en betydande del av omsättningskretsen).[1]